# NK Interblock
Maillots
Le NK Interblock est un club slovène de football basé à Ljubljana.

## Historique
- 1975 : fondation du club sous le nom de NK Factor
- 2007 : le club est renommé NK Interblock

## Palmarès
- Coupe de Slovénie
  - Vainqueur : 2008, 2009

- Supercoupe de Slovénie
  - Vainqueur : 2008

- Championnat de Slovénie D2
  - Champion : 2006

## Anciens joueurs
- Josip Iličić (2008-2010)